# Туровер, Изадор
Исадор Сэмюэл (Исаак Самуил) Туровер (англ. Isador Samuel Turover; 8 июля 1892, Сохачев, Варшавская губерния — 16 октября 1978, Вашингтон) — американский шахматист, национальный мастер. Меценат, филантроп.

## Биография
После эмиграции из Польши жил сначала в Бельгии, затем в США. В период с 1918 по 1921 гг. четырежды становился чемпионом Балтимора, в 1921 г. стал чемпионом Вашингтона.
Участвовал в ряде крупных турниров, проводившихся на территории США. Лучший результат — дележ 3—4 мест на турнире в Брэдли-Бич (1929 г.) с А. Купчиком, позади А. А. Алехина и Л. Штейнера, но впереди многолетнего чемпиона США Ф. Маршалла и других известных шахматистов.
Был владельцем большого предприятия по производству пиломатериалов (находилось в районе Вашингтона).
Активно занимался благотворительностью. В 1962 г. выделил средства на гонорар Р. Фишеру за участие в межзональном турнире 1962 г. в Стокгольме. Часто устанавливал специальные призы за лучшие партии, сыгранные в различных соревнованиях. В частности, он установил приз за лучшую партию на международном турнире в Сан-Ремо (1930 г.) в размере 500 лир. В 1974 г. выделил средства на приз за самую красивую партию на шахматной олимпиаде 1974 г. (приз в размере 1000 долларов получил М. Стин за партию против У. Брауна из матча Англия — США).

Гроссмейстер Д. И. Бронштейн вспоминал, что, когда во время межзонального турнира в Петрополисе (1973 г.) он выиграл знаменитую партию у Л. Любоевича, Туровер пригласил его в гостиничный номер, где вручил в качестве приза две бутылки французского шампанского: 
«Нам потребовалось всего два часа, чтобы их опустошить. Помнится, во время "банкета" Туровер всё повторял по-русски, что никого не посылал в магазин: "Я пошел сам на своих старых ножках, чтобы купить вам подарок!»

## Личная жизнь
Был женат на Бесси Левин (Bessie Levin), имел трех дочерей: Сильвию, Наоми и Рут.

## Спортивные результаты
| Год  | Город         | Турнир                       | + | − | = | Результат | Место |
| ---- | ------------- | ---------------------------- | - | - | - | --------- | ----- |
| 1915 | Филадельфия   | Чемпионат Пенсильвании       |   |   |   |           |       |
| 1918 | Балтимор      | Чемпионат Балтимора          |   |   |   |           | 1     |
|      | Вашингтон     | Чемпионат Вашингтона         |   |   |   |           | 1     |
| 1919 | Балтимор      | Чемпионат Балтимора          |   |   |   |           | 1     |
| 1920 | Балтимор      | Чемпионат Балтимора          |   |   |   |           | 1     |
|      | Вашингтон     | Чемпионат Вашингтона         |   |   |   |           | 2     |
| 1921 | Балтимор      | Чемпионат Балтимора          |   |   |   |           | 1     |
|      | Вашингтон     | Чемпионат Вашингтона         |   |   |   |           | 1     |
|      | Атлантик-Сити | 8-й американский конгресс    | 3 | 3 | 5 | 5½ из 11  | 8—9   |
| 1928 | Брэдли-Бич    | Турнир американских мастеров |   |   |   |           | 4—5   |
| 1929 | Брэдли-Бич    | Международный турнир         | 4 | 2 | 3 | 5½ из 9   | 3—4   |
| 1931 | Нью-Йорк      | Международный турнир         | 3 | 5 | 3 | 4½ из 11  | 8     |
| 1944 | Вентнор       | Турнир американских мастеров |   |   |   |           | 10    |